# Santiago de la Puebla
Santiago de la Puebla – gmina w Hiszpanii, w prowincji Salamanka, w Kastylii i León, o powierzchni 53,33 km². W 2011 roku gmina liczyła 401 mieszkańców.